# 小野原和哉
小野原 和哉（おのはら かずや、1996年4月19日 - ）は、大阪府枚方市出身のプロサッカー選手。Jリーグ・ブラウブリッツ秋田所属。ポジションはディフェンダー、ミッドフィールダー。

## 来歴
ジュビロ磐田ユース出身で、ユース時代はFW登録だった。流通経済大学に進学し、サッカー部に入団、DFにコンバートされ、1年生時は社会人登録チームの流通経済大学FC（関東1部）にてプレーする。2年生時は当初流経大ドラゴンズ龍ケ崎 (JFL) でプレーし、中野雄二監督をして「あの2人（=小野原と、2学年上のDF藤原雅斗）が安定しているから、JFLは負ける気がしない」と言わしめる活躍を見せてJFL前期優勝に貢献、2年生の夏にトップチーム（学生登録チーム）に昇格。3年生の時はMFとしても登録されるようになり、3年ぶりの全日本大学サッカー選手権大会優勝にも貢献。さらに同年度のデンソーカップチャレンジサッカー熊本大会では「関東B・北信越選抜」メンバーとして優勝、前年のMF守田英正（関東選抜A）に続き流経大から2年連続の選出となるMVPにも選ばれる。2018年9月12日、翌年からのレノファ山口FCへの加入内定が発表された。
2020年1月6日、リーガプロ（ポルトガル2部）・UDオリヴェイレンセへの完全移籍が発表された。
2021年12月22日、ツエーゲン金沢への完全移籍が発表された。
2022年シーズンは、主力選手の座をつかみ出場機会を増やした。
同年11月15日、ツエーゲン金沢より2023年の契約更新が行われたことが発表された。
2024年1月4日、ブラウブリッツ秋田に期限付き移籍。

## 所属クラブ
- AVANTI枚方(浜松市立篠原小学校)
- 聖隷JFC (浜松市立篠原中学校)
- ジュビロ磐田U-18 (磐田東高校)
- 流通経済大学
  - 2015年 流通経済大学FC
  - 2016年 流通経済大学ドラゴンズ龍ケ崎
- 2019年  レノファ山口FC
- 2020年 - 2021年  UDオリヴェイレンセ
- 2022年 -   ツエーゲン金沢
  - 2024年 -   ブラウブリッツ秋田（期限付き移籍）

## 個人成績
| 国内大会個人成績 | 国内大会個人成績 | 国内大会個人成績 | 国内大会個人成績 | 国内大会個人成績 | 国内大会個人成績 | 国内大会個人成績 | 国内大会個人成績 | 国内大会個人成績 | 国内大会個人成績 | 国内大会個人成績 | 国内大会個人成績 |
| 年度             | クラブ           | 背番号           | リーグ           | リーグ戦         | リーグ戦         | リーグ杯         | リーグ杯         | オープン杯       | オープン杯       | 期間通算         | 期間通算         |
| 年度             | クラブ           | 背番号           | リーグ           | 出場             | 得点             | 出場             | 得点             | 出場             | 得点             | 出場             | 得点             |
| 日本             | 日本             | 日本             | 日本             | リーグ戦         | リーグ戦         | リーグ杯         | リーグ杯         | 天皇杯           | 天皇杯           | 期間通算         | 期間通算         |
| ---------------- | ---------------- | ---------------- | ---------------- | ---------------- | ---------------- | ---------------- | ---------------- | ---------------- | ---------------- | ---------------- | ---------------- |
| 2015             | 流経大FC         |                  | 関東1部          | 15               | 0                | -                | -                | -                | -                | 15               | 0                |
| 2016             | 流経大D          | 40               | JFL              | 15               | 2                | -                | -                | -                | -                | 15               | 2                |
| 2019             | 山口             | 40               | J2               | 13               | 0                | -                | -                | 2                | 0                | 15               | 0                |
| ポルトガル       | ポルトガル       | ポルトガル       | ポルトガル       | リーグ戦         | リーグ戦         | リーグ杯         | リーグ杯         | ポルトガル杯     | ポルトガル杯     | 期間通算         | 期間通算         |
| 2019-20          | オリヴェイレンセ | 80               | リーガプロ       | 1                | 0                | -                | -                | -                | -                | 1                | 0                |
| 2020-21          | オリヴェイレンセ | 80               | リーガプロ       | 18               | 1                | -                | -                | 1                | 0                | 19               | 1                |
| 2021-22          | オリヴェイレンセ | 80               | リーガ3          | 4                | 1                | -                | -                | 2                | 0                | 6                | 1                |
| 日本             | 日本             | 日本             | 日本             | リーグ戦         | リーグ戦         | リーグ杯         | リーグ杯         | 天皇杯           | 天皇杯           | 期間通算         | 期間通算         |
| 2022             | 金沢             | 18               | J2               | 32               | 1                | -                | -                | 1                | 0                | 33               | 1                |
| 2023             | 金沢             | 18               | J2               | 33               | 1                | -                | -                | 1                | 0                | 34               | 1                |
| 2024             | 秋田             | 80               | J2               | 31               | 1                | 2                | 0                | 1                | 0                | 34               | 1                |
| 2025             | 秋田             | 80               | J2               |                  |                  |                  |                  |                  |                  |                  |                  |
| 通算             | 日本             | 日本             | J2               | 109              | 3                | 2                | 0                | 5                | 0                | 116              | 3                |
| 通算             | 日本             | 日本             | JFL              | 15               | 2                | -                | -                | -                | -                | 15               | 2                |
| 通算             | 日本             | 日本             | 関東1部          | 15               | 0                | -                | -                | -                | -                | 15               | 0                |
| 通算             | ポルトガル       | ポルトガル       | リーガプロ       | 19               | 1                | -                | -                | 1                | 0                | 20               | 1                |
| 通算             | ポルトガル       | ポルトガル       | リーガ3          | 4                | 1                | -                | -                | 2                | 0                | 6                | 1                |
| 総通算           | 総通算           | 総通算           | 総通算           | 162              | 7                | 2                | 0                | 5                | 0                | 169              | 7                |

- その他出場記録
  - 全国社会人サッカー選手権大会 - 2試合0得点（2015年）

- Jリーグ初出場 - 2019年2月24日 J2第1節 柏レイソル戦 (維新みらいふスタジアム)
- Jリーグ初得点 - 2022年9月14日 J2第36節 レノファ山口戦 (維新みらいふスタジアム)

## タイトル

### クラブ
流通経済大学
- 第66回全日本大学サッカー選手権大会（2017年）

流通経済大学ドラゴンズ龍ケ崎
- 第18回日本フットボールリーグ 準優勝（2016年）

### 個人
- デンソーカップチャレンジサッカー熊本大会 最優秀選手（2018年）